# Laskowo (obwód Burgas)
Laskowo (bułg. Лясково) – wieś w południowo-wschodniej Bułgarii, w obwodzie Burgas, w gminie Ajtos. Według danych Narodowego Instytutu Statystycznego, 31 grudnia 2011 roku wieś liczyła 130 mieszkańców.